# Stræde (gade)
 For alternative betydninger, se Stræde. (Se også artikler, som begynder med Stræde)
Et stræde er en smal gade. Både stræder og gader har huse på begge sider og er altså et byfænomen. Hvis bebyggelsen ikke er tilstrækkelig til, at det kan kaldes et stræde eller en gade, er der tale om en vej eller andet.

## Liste over gadenavne, som ender på -stræde
I København:
- Magstræde
- Sankt Peders Stræde
- Steffen Brandts Stræde
- Peder Hvitfeldts Stræde
- Pistolstræde
- Store Kannikestræde (Hjem til flere gamle kollegier; Regensen, Elers og Borchs.)
- Studiestræde

I Aarhus:
- Hans Hartvig Seedorffs Stræde
- Ridderstræde
- Skt. Clemens Stræde
- Vitus Berings Stræde
- Kongensstræde I Aalborg:
- Ny Mølle Stræde
- Pederstræde

## Etymologi
Det danske ord stræde kommer fra latin strata (via) (jævn, brolagt vej). På italiensk er det blevet til strada. På de andre germanske sprog finder vi det indlånt; på oldfrisisk som strete, på hollandsk straat (gade), og med diminutivendelse: straatje (stræde), på engelsk street, på plattysk Stråt, og på højtysk, som er senere i lydudviklingen (t er blevet til s), er det: Straße.

De andre skandinaviske sprog har helt andre ord for stræde, svensk således gränd, men tidligere også sträta, sträte.